# Karl Friedrich Meyer (Mediziner)
Karl Friedrich Meyer (* 19. Mai 1884 in Basel; † 27. April 1974 in San Francisco) war ein aus der Schweiz stammender US-amerikanischer Veterinärmediziner, Pathologe, Epidemiologe und Mikrobiologe, bekannt für Forschungen über zahlreiche Infektionskrankheiten.

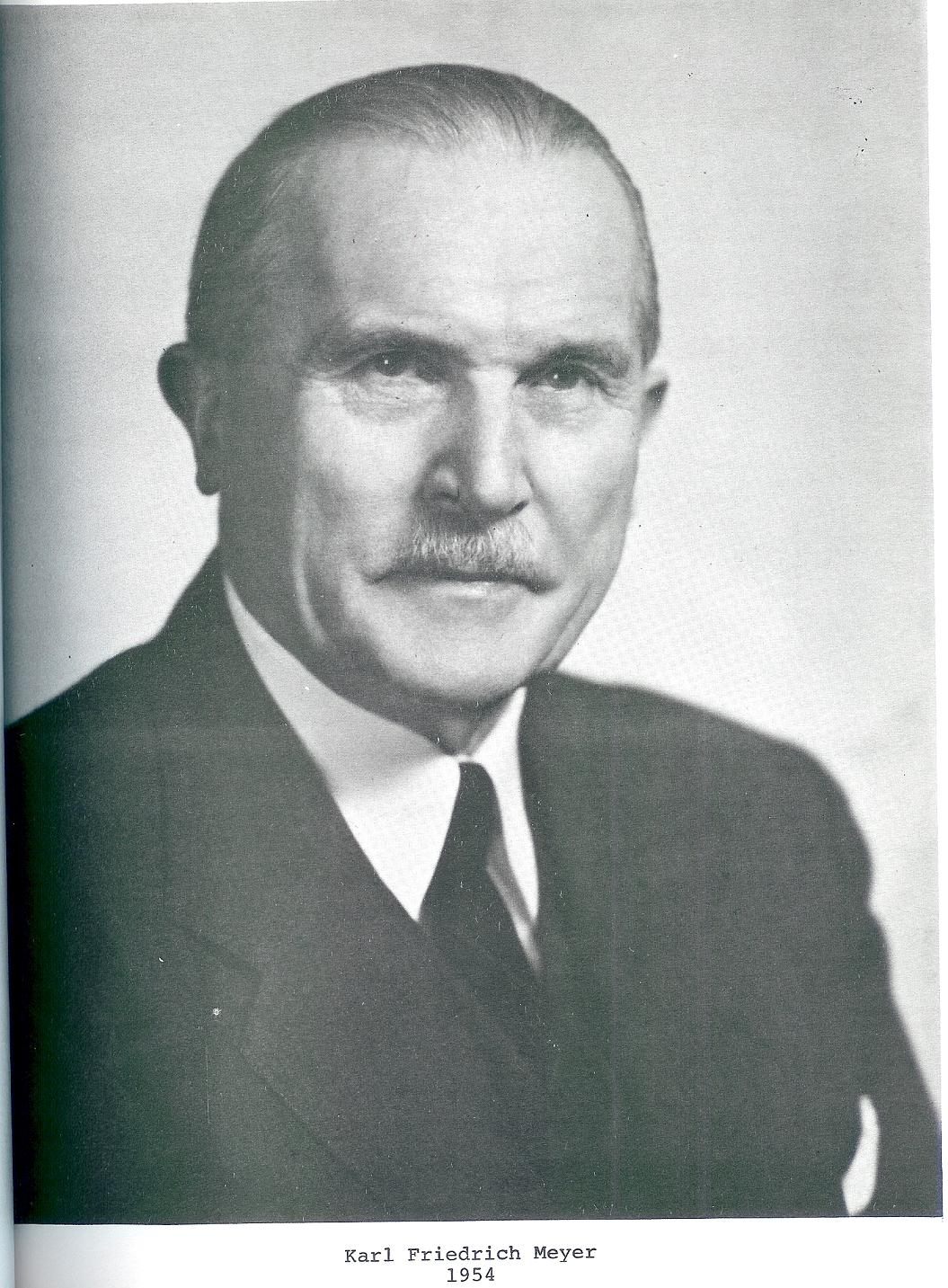
Karl Friedrich Meyer 1954

## Leben
Karl Friedrich Meyer war der Sohn eines Zigarrenhändlers in Basel und studierte ab 1902 an der Universität Basel und 1903/04 an der Universität Zürich vor allem Biologie, Zoologie und Histologie, wobei er vom Anatomie-Professor Heinrich Zangger gefördert wurde. 1905 war er an der Universität München bei Friedrich von Müller und danach an der Universität Bern, wo er Veterinärmedizin studierte und bei Theodor Langhans Pathologiekurse besuchte. 1909 wurde er an der Universität Zürich in Veterinärmedizin promoviert, mit einer Dissertation, die er in Bern bei Wilhelm Kolle anfertigte. 1908 bis 1910 war er in Südafrika an den Laboratorien des Landwirtschaftsministeriums von Transvaal, wo er unter dem Schweizer Veterinärmediziner Arnold Theiler als Pathologe arbeitete. Außerdem entwickelte er Impfstoffe gegen Tollwut und Lungenseuche bei Rindern, wobei er eine neue Art von Erregern (Mycoplasmen) fand, und erforschte das ostafrikanische Küstenfieber, eine Rinderkrankheit. Bei seiner Rückkehr in die Schweiz (er kurierte seine Malaria Erkrankung aus) nahm er durch Vermittlung des US-amerikanischen Botschafters in der Schweiz ein Angebot als Assistance Professor für Veterinärmedizin an der University of Pennsylvania an. Dort wurde er bald darauf Professor und erforschte die Pferdekrankheit Rotz und die Brucellose. 1914 wurde er Professor für Bakteriologie und Protozoologie an der University of California, Berkeley (wo er an der Medizinischen Fakultät medizinische Bakteriologie lehrte und ein Kurrikulum in Public Health entwickelte) und an der University of California, San Francisco. Dort blieb er den Rest seiner Karriere. Bis 1948 war er Vorstand der Abteilung Bakteriologie in Berkeley und San Francisco. Ab 1915 forschte er am George Williams Hooper Foundation Institute for Medical Research, wo er Nachfolger von George H. Whipple als Direktor wurde. Bei einem Aufenthalt während eines Sabbatjahrs an der Universität Zürich 1924 wurde er dort in Bakteriologie promoviert. Nach seiner Emeritierung 1954 war er Ehrendirektor und hatte eine Ehrenprofessur am Hooper-Institut und blieb weiter wissenschaftlich aktiv.

## Wissenschaftliche Arbeiten
Meyer leistete wichtige Beiträge zur Erforschung verschiedener Infektionskrankheiten bei Tieren und Menschen. Neben Brucellose erforschte er unter anderem ab 1919 Botulismus, das in den 1920er Jahren ein großes Problem für die kalifornische Lebensmittelindustrie war. Ein auf Initiative von Meyer gegründetes Institut wurde von ihm 1926 bis 1930 geleitet und er entwickelte dort Qualitätssicherungsverfahren für die Dosenindustrie. In den 1930er Jahren untersuchte er eine Form der Gehirnhautentzündung bei Pferden, die von Arboviren verursacht und über Stechmücken auf Pferde und Menschen übertragen wurde. Meyer – der sich schon seit 1914 mit der Krankheit befasste – fand die Übertragungswege (so dass sich die Bekämpfung der Überträgermücken als wirksamste Gegenmaßnahme herausstellte), isolierte das Virus, und entwickelte einen Impfstoff für Pferde. Meyer untersuchte auch intensiv die Pest und die ökologischen Bedingungen, unter denen Epidemien auftreten. Er entwickelte einen Impfstoff für die US-Armee, der in Vietnam erfolgreich zum Einsatz kam. Er erforschte die Epidemiologie des durch über die Luft übertragene Pilzsporen verursachten California Valley Fever (Kokzidioidomykose), Leptospirose (wobei er fand, das damals etwa die Hälfte der Hunde in San Francisco befallen waren, die den Erreger über das Trinkwasser auch auf Menschen übertragen konnten), Papageienkrankheit (wo er den Erreger isolierte, der zu den Chlamydien gehörte), die er in Kalifornien durch landesweite Tests und Regulierung des Handels und Quarantäne für Papageien eindämmte, und Muschel- und Fischvergiftungen (Paralytic Shellfish Poisoning, PSP), wo er Testverfahren entwickelte und saisonale Fangverbote in Kalifornien initiierte. Nach der Untersuchung eines Falls, in dem eine Köchin auf einer Kirchen-Veranstaltung über eine Spaghetti-Torte mehr als 100 Personen mit Typhusfieber ansteckte (und in den Jahren zuvor schon andere Personen infizierte), wandte er sich verstärkt öffentlichen Gesundheitsfragen zu. Insbesondere propagierte er das Konzept der latenten Infektion, bei der der Überträger selbst nicht erkrankt, aber die Krankheit weitergibt. Er forschte auch über Anthrax, Gelbfieber, die Grippe-Pandemie von 1918, Hepatitis und Malaria.
Meyer veröffentlichte über 800 wissenschaftliche Aufsätze und Buchbeiträge und war auch öffentlichkeitswirksam in Gesundheitsfragen aktiv. In den Jahren 1940/1941 war er Präsident der American Association of Immunologists.

## Preise und Mitgliedschaften
Er erhielt 1951 den Albert Lasker Award for Basic Medical Research, 1960 den Gairdner Foundation International Award und den Howard Taylor Ricketts Award, 1961 die Jessie Stevenson Kovalenko Medal. 1935 wurde er in die American Academy of Arts and Sciences gewählt, 1940 in die  National Academy of Sciences.
Meyer war zweimal verheiratet; in erster Ehe seit 1913 mit Mary Elizabeth Lindsay, mit der er eine Tochter hatte, in zweiter Ehe seit 1960 mit Marion Grace Lewis. 1922 wurde er US-amerikanischer Staatsbürger.